# 2020-as Formula–1 Eifel nagydíj
Az Eifel nagydíj volt a 2020-as Formula–1 világbajnokság tizenegyedik futama, amelyet 2020. október 9. és október 11. között rendeztek meg a németországi Nürburgring versenypályán, Nürburgban.
A verseny nem szerepelt az eredeti versenynaptárban, a koronavírusjárvány miatt került be utólag a törölt futamok egyikének pótlására. Ezen a pályán legutóbb 2013-ban rendeztek Formula–1-es futamot, akkor német nagydíj néven. A futam az Eifel nagydíj elnevezést az Eifel hegység után kapta (jogi okok miatt nem lehetett német nagydíj, mivel erre az évre a Hockenheimring rendelkezett a név használati jogával).
Az első szabadedzésen lehetőséget kapott volna Mick Schumacher és Callum Ilott, előbbi az Alfa Romeo, utóbbi a Haas autóját vezethette volna, azonban az esős, ködös idő miatt a szabadedzést törölték, így a két fiatal pilóta bemutatkozása is elmaradt.
Lance Stroll betegsége miatt ismét autóba ülhetett az időmérő edzésen és a futamon Nico Hülkenberg a Racing Point színeiben.

## Választható keverékek
| Abroncs              | Friss | Használt |
| -------------------- | ----- | -------- |
| Kemény keverék (C2)  |       |          |
| Közepes keverék (C3) |       |          |
| Lágy keverék (C4)    |       |          |
| Átmeneti esőgumi (I) |       |          |
| Teljes esőgumi (W)   |       |          |

## Szabadedzések

### Első szabadedzés
Az Eifel nagydíj első szabadedzését október 9-én, pénteken délelőtt tartották volna, magyar idő szerint 11:00-tól. Az erősen esős, ködös időjárás miatt azonban végül a szabadedzés biztonsági okokból elmaradt.

### Második szabadedzés
Az Eifel nagydíj második szabadedzését október 9-én, pénteken délután tartották volna, magyar idő szerint 15:00-tól, azonban a rossz időjárás miatt ezt a szabadedzést is törölni kellett.

### Harmadik szabadedzés
Az Eifel nagydíj harmadik szabadedzését október 10-én, szombaton délelőtt tartották, magyar idő szerint 12:00-tól. Lance Stroll rosszullét miatt nem vett részt a szabadedzésen, és a hétvége hátralévő részében Nico Hülkenberg váltotta őt.
| helyezés | versenyző          | csapat/motor          | elért idő  | különbség | futott kör |
| -------- | ------------------ | --------------------- | ---------- | --------- | ---------- |
| 1        | Valtteri Bottas    | Mercedes              | 1:26,225   | −         | 25         |
| 2        | Lewis Hamilton     | Mercedes              | 1:26,361   | +0,136    | 27         |
| 3        | Charles Leclerc    | Ferrari               | 1:26,681   | +0,456    | 25         |
| 4        | Max Verstappen     | Red Bull-Honda        | 1:26,896   | +0,671    | 24         |
| 5        | Sebastian Vettel   | Ferrari               | 1:27,038   | +0,813    | 25         |
| 6        | Lando Norris       | McLaren-Renault       | 1:27,167   | +0,942    | 29         |
| 7        | Sergio Pérez       | Racing Point-Mercedes | 1:27,245   | +1,020    | 25         |
| 8        | Daniel Ricciardo   | Renault               | 1:27,392   | +1,167    | 23         |
| 9        | Alexander Albon    | Red Bull-Honda        | 1:27,449   | +1,224    | 23         |
| 10       | Pierre Gasly       | AlphaTauri-Honda      | 1:27,528   | +1,303    | 28         |
| 11       | Esteban Ocon       | Renault               | 1:27,634   | +1,409    | 27         |
| 12       | Danyiil Kvjat      | AlphaTauri-Honda      | 1:27,795   | +1,570    | 26         |
| 13       | Carlos Sainz Jr.   | McLaren-Renault       | 1:27,924   | +1,699    | 29         |
| 14       | Kimi Räikkönen     | Alfa Romeo-Ferrari    | 1:27,956   | +1,731    | 25         |
| 15       | Romain Grosjean    | Haas-Ferrari          | 1:28,115   | +1,890    | 27         |
| 16       | Kevin Magnussen    | Haas-Ferrari          | 1:28,293   | +2,068    | 27         |
| 17       | George Russell     | Williams-Mercedes     | 1:28,343   | +2,118    | 30         |
| 18       | Antonio Giovinazzi | Alfa Romeo-Ferrari    | 1:28,370   | +2,145    | 25         |
| 19       | Nicholas Latifi    | Williams-Mercedes     | 1:28,941   | +2,716    | 26         |
| 20       | Lance Stroll       | Racing Point-Mercedes | idő nélkül | –         | 0          |

## Időmérő edzés
Az Eifel nagydíj időmérő edzését október 10-én, szombaton futották, magyar idő szerint 15:00-tól.
| helyezés              | rajtszám | versenyző          | csapat/motor          | 1. rész  | 2. rész  | 3. rész  | rajthely | futott kör |
| --------------------- | -------- | ------------------ | --------------------- | -------- | -------- | -------- | -------- | ---------- |
| 1                     | 77       | Valtteri Bottas    | Mercedes              | 1:26,573 | 1:25,971 | 1:25,269 | 1        | 19         |
| 2                     | 44       | Lewis Hamilton     | Mercedes              | 1:26,620 | 1:25,390 | 1:25,525 | 2        | 18         |
| 3                     | 33       | Max Verstappen     | Red Bull-Honda        | 1:26,319 | 1:25,467 | 1:25,562 | 3        | 15         |
| 4                     | 16       | Charles Leclerc    | Ferrari               | 1:26,857 | 1:26,240 | 1:26,035 | 4        | 18         |
| 5                     | 23       | Alexander Albon    | Red Bull-Honda        | 1:27,126 | 1:26,285 | 1:26,047 | 5        | 15         |
| 6                     | 3        | Daniel Ricciardo   | Renault               | 1:26,836 | 1:26,096 | 1:26,223 | 6        | 18         |
| 7                     | 31       | Esteban Ocon       | Renault               | 1:27,086 | 1:26,364 | 1:26,242 | 7        | 20         |
| 8                     | 4        | Lando Norris       | McLaren-Renault       | 1:26,829 | 1:26,316 | 1:26,458 | 8        | 18         |
| 9                     | 11       | Sergio Pérez       | Racing Point-Mercedes | 1:27,120 | 1:26,330 | 1:26,704 | 9        | 17         |
| 10                    | 55       | Carlos Sainz Jr.   | McLaren-Renault       | 1:27,378 | 1:26,361 | 1:26,709 | 10       | 20         |
| 11                    | 5        | Sebastian Vettel   | Ferrari               | 1:27,107 | 1:26,738 |          | 11       | 16         |
| 12                    | 10       | Pierre Gasly       | AlphaTauri-Honda      | 1:27,072 | 1:26,776 |          | 12       | 16         |
| 13                    | 26       | Danyiil Kvjat      | AlphaTauri-Honda      | 1:27,285 | 1:26,848 |          | 13       | 16         |
| 14                    | 99       | Antonio Giovinazzi | Alfa Romeo-Ferrari    | 1:27,532 | 1:26,936 |          | 14       | 14         |
| 15                    | 20       | Kevin Magnussen    | Haas-Ferrari          | 1:27,231 | 1:27,125 |          | 15       | 16         |
| 16                    | 8        | Romain Grosjean    | Haas-Ferrari          | 1:27,552 |          |          | 16       | 10         |
| 17                    | 63       | George Russell     | Williams-Mercedes     | 1:27,564 |          |          | 17       | 9          |
| 18                    | 6        | Nicholas Latifi    | Williams-Mercedes     | 1:27,812 |          |          | 18       | 9          |
| 19                    | 7        | Kimi Räikkönen     | Alfa Romeo-Ferrari    | 1:27,817 |          |          | 19       | 8          |
| 20                    | 27       | Nico Hülkenberg    | Racing Point-Mercedes | 1:28,021 |          |          | 20       | 10         |
| 107%-os idő: 1:32,361 |          |                    |                       |          |          |          |          |            |

## Futam
Az Eifel nagydíj futama október 11-én, vasárnap rajtolt, magyar idő szerint 14:10-kor.
| helyezés | rajtszám | versenyző          | csapat/motor          | futott kör | idő/kiesés oka   | rajthely | pont  |
| -------- | -------- | ------------------ | --------------------- | ---------- | ---------------- | -------- | ----- |
| 1        | 44       | Lewis Hamilton     | Mercedes              | 60         | 1:35:49,641      | 2        | 25    |
| 2        | 33       | Max Verstappen     | Red Bull-Honda        | 60         | +4,470           | 3        | 19[1] |
| 3        | 3        | Daniel Ricciardo   | Renault               | 60         | +14,613          | 6        | 15    |
| 4        | 11       | Sergio Pérez       | Racing Point-Mercedes | 60         | +16,070          | 9        | 12    |
| 5        | 55       | Carlos Sainz Jr.   | McLaren-Renault       | 60         | +21,905          | 10       | 10    |
| 6        | 10       | Pierre Gasly       | AlphaTauri-Honda      | 60         | +22,766          | 12       | 8     |
| 7        | 16       | Charles Leclerc    | Ferrari               | 60         | +30,814          | 4        | 6     |
| 8        | 27       | Nico Hülkenberg    | Racing Point-Mercedes | 60         | +32,596          | 20       | 4     |
| 9        | 8        | Romain Grosjean    | Haas-Ferrari          | 60         | +39,081          | 16       | 2     |
| 10       | 99       | Antonio Giovinazzi | Alfa Romeo-Ferrari    | 60         | +40,035          | 14       | 1     |
| 11       | 5        | Sebastian Vettel   | Ferrari               | 60         | +40,810          | 11       |       |
| 12       | 7        | Kimi Räikkönen     | Alfa Romeo-Ferrari    | 60         | +41,476          | 19       |       |
| 13       | 20       | Kevin Magnussen    | Haas-Ferrari          | 60         | +49,585          | 15       |       |
| 14       | 6        | Nicholas Latifi    | Williams-Mercedes     | 60         | +54,449          | 18       |       |
| 15       | 26       | Danyiil Kvjat      | AlphaTauri-Honda      | 60         | +55,588          | 13       |       |
| ki       | 4        | Lando Norris       | McLaren-Renault       | 42         | erőforrás        | 8        |       |
| ki       | 23       | Alexander Albon    | Red Bull-Honda        | 23         | túlmelegedés     | 5        |       |
| ki       | 31       | Esteban Ocon       | Renault               | 22         | sebességváltó    | 7        |       |
| ki       | 77       | Valtteri Bottas    | Mercedes              | 18         | erőforrás        | 1        |       |
| ki       | 63       | George Russell     | Williams-Mercedes     | 12         | baleseti sérülés | 17       |       |

Megjegyzés:
- ↑ 1:  — Max Verstappen a helyezéséért járó pontok mellett a versenyben futott leggyorsabb körért további 1 pontot szerzett.

## A világbajnokság állása a verseny után
| H   | Versenyzők       | Pont | H   | Konstruktőrök         | Pont |
| --- | ---------------- | ---- | --- | --------------------- | ---- |
| 1.  | Lewis Hamilton   | 230  | 1.  | Mercedes              | 391  |
| 2.  | Valtteri Bottas  | 161  | 2.  | Red Bull-Honda        | 211  |
| 3.  | Max Verstappen   | 147  | 3.  | Racing Point-Mercedes | 120  |
| 4.  | Daniel Ricciardo | 78   | 4.  | McLaren-Renault       | 116  |
| 5.  | Sergio Pérez     | 68   | 5.  | Renault               | 114  |
| 6.  | Lando Norris     | 65   | 6.  | Ferrari               | 80   |
| 7.  | Alexander Albon  | 64   | 7.  | AlphaTauri-Honda      | 67   |
| 8.  | Charles Leclerc  | 63   | 8.  | Alfa Romeo-Ferrari    | 5    |
| 9.  | Lance Stroll     | 57   | 9.  | Haas-Ferrari          | 3    |
| 10. | Pierre Gasly     | 53   | 10. | Williams-Mercedes     | 0    |

(A teljes táblázat)

## Statisztikák
- Vezető helyen:
  - Valtteri Bottas: 12 kör (1-12)
  - Lewis Hamilton: 48 kör (13-60)
- Valtteri Bottas 14. pole-pozíciója.
- Max Verstappen 9. versenyben futott leggyorsabb köre.
- Lewis Hamilton 91. futamgyőzelme.
- A Mercedes 111. futamgyőzelme.
- Lewis Hamilton 160., Max Verstappen 39., Daniel Ricciardo 30. dobogós helyezése.
- Valtteri Bottas 150. nagydíja.[9]
- Kimi Räikkönen 323. nagydíja, amivel megdöntötte Rubens Barrichello vonatkozó rekordját.[10]
- Lewis Hamilton 91. futamgyőzelmével utolérte Michael Schumachert a vonatkozó örökranglistán, ezzel ő lett holtversenyben a valaha volt legtöbb futamgyőzelmet elérő pilóta a Formula–1-ben.[10]
- A Renault első dobogója a csapat 2016-os visszatérése óta.